# 怡球資源
怡球金屬資源再生（中國）股份有限公司（簡稱：怡球資源，上交所：601388）是怡球旗下的公司，主要業務是把回收的廢鋁製造成再生鋁產品。

## 历史
怡球資源前是怡球金屬（太倉）有限公司。而怡球金屬（太倉）有限公司是前馬來西亞上市公司怡球金屬熔化旗下的公司。在怡球金屬熔化在馬來西亞下市後，原屬於怡球金屬熔化的資產被注入怡球資源中。2012年，怡球資源以每股13元人民幣發行1億500萬新股，在上海證券交易所上市。